# Julia Bonk
Julia Bonk (Burg, 1986. április 29. –) német anarchista politikus. 14 évesen tagja lett Drezda diákönkormányzatának. Mindössze 18 évesen választották képviselővé, amivel az ország legfiatalabb politikusa lett.